# Кастела (гора)
Кастела (греч. Καστέλλα) — гора (холм), образующая полуостров, в Греции, в одноимённом районе в юго-восточной части города Пирея.
Мысы на юго-восточной стороне горы образуют гавань Микролимано (Турколимано), одну из трёх естественных гаваней Пирея. На вершине горы находится церковь Пророка Илии, поэтому гора также известна как Профитис-Илиас (Λόφος του Προφήτη Ηλία). 
В древности гора, полуостров, залив, гавань и одноимённый портовый город были известны как Мунихия (Μουνιχία ή Μουνῠχία). Гавань Мунихия служила военным портом. С Мунихийского холма открывался вид на всю портовую часть Пирея. В исторический период гора служила акрополем Пирея. На горе находились храм Артемиды Мунихии, покровительницы порта, различные святилища и театры. В Мунихии указывали мнимую гробницу Фемистокла. 
После Ламийской войны афиняне вынуждены были принять македонский гарнизон в Мунихию (крепость, возвышавшуюся над Пиреем).
Существует мнение, что название происходит от μοῦνος ή μόνος — «единственный». По легенде холм был назван по имени героя Муниха, сына Пантакла, вождя изгнанных фракийцами из беотийского Орхомена минийцев, переселившихся в Пирей. По другому сказанию, он был туземным царем Аттики (вероятно, одно лицо с Мунихом, сыном Акаманта), который предоставил минийцам это место.